# Centro elettrotecnico sperimentale italiano
CESI S.p.A. è una società di consulenza tecnica e ingegneristica fondata nel 1956, con sede a Milano e uffici/laboratori in diverse città europee ed extra-europee. Opera a livello globale nei settori dell’energia, delle infrastrutture elettriche e delle tecnologie avanzate, fornendo servizi indipendenti di testing, ispezione, certificazione e consulenza.

## Storia
CESI nasce nel 1956 su iniziativa di alcune tra le principali società italiane del settore elettromeccanico ed energetico, con l’obiettivo di istituire un centro di ricerca e prove al servizio dello sviluppo e della sicurezza della rete elettrica nazionale.
Nel 1962, con la nazionalizzazione del sistema elettrico italiano e la nascita di ENEL, CESI passa sotto il controllo dell’ente statale, mantenendo la propria attività tecnica e scientifica.
Nel 2000, con la liberalizzazione del mercato elettrico, CESI assume l’attuale assetto societario, tornando in mano a un gruppo di aziende leader del settore, sia italiane che internazionali.
Tra il 2005 e il 2020 CESI avvia un processo di espansione strategica:
- Acquisisce le società tedesche IPH GmbH (Berlino) e FGH GmbH (Mannheim), attive nei test su componenti elettrici in alta, media e bassa tensione.
- Integra ISMES e diventa azionista di maggioranza di Istedil.
- Scorpora CESI Ricerca (oggi RSE S.p.A., controllata da GSE) per separare le attività finanziate con fondi pubblici.
- Costituisce sedi internazionali: CESI Middle East (Dubai, 2011), CESI do Brasil (Rio de Janeiro, 2012), CESI USA Inc. (Washington, 2016).
- Nel 2018 acquisisce EnerNex (Knoxville, Tennessee), specializzata in smart grid e tecnologie innovative per le reti.
- Nel 2020 completa l’acquisizione di KEMA B.V., incluse le attività di testing e certificazione presso i laboratori di Arnhem (NL), Praga (CZ) e Chalfont (USA).

## Attività Principali
CESI fornisce servizi avanzati in:
- Studi di sistema e di mercato elettrico (power system & market studies)
- Pianificazione e ingegneria di reti HVAC/HVDC
- Test e Certificazioni su Smart metering, cybersecurity e tecnologie digitali per reti e Sottostazioni.
- Test e Supporto per Ingegneria per centrali e impianti rinnovabili
- Prove e certificazioni per componenti e materiali elettrici di Bassa, Media e Alta Tensione. (Cavi, Quadri, Trasformatori, etc.)
- Quality Assurance Toolbox: Failure Investigation e Factory Assessment.
- On-Site Testing.
- Sviluppo e produzione di celle solari III-V per applicazioni spaziali

I clienti CESI includono: utility, TSO/DSO, produttori di energia, OEM, system integrator, autorità regolatorie, enti governativi e istituzioni finanziarie internazionali (Banca Mondiale, BEI, BERD, BID, Banca Asiatica per lo Sviluppo).

## Laboratori e Capacità Tecnica
I laboratori CESI-KEMA includono:
- Il più grande laboratorio di alta tensione al mondo, con potenze di corto circuito fino a 10.000 MVA.
- Il Flex Power Grid Laboratory per test su componenti di smart grid e supergrid.
- Strutture specializzate in test di tipo, prequalifica, prova materiali, failure analysis e conformità normativa secondo standard IEC e IEEE.

## Strutture e Sedi Operative
CESI opera attraverso una rete di centri e società controllate:
- Italia: Sede centrale a Milano, sedi operative a Piacenza e Seriate (BG)
- Germania: IPH GmbH (Berlino), FGH GmbH (Mannheim)
- Medio Oriente: CESI Middle East FZE (Dubai)
- Brasile: CESI do Brasil (Rio de Janeiro)
- Stati Uniti: CESI USA Inc. (Washington D.C.), laboratorio a Chalfont
- Europa: Laboratori a Arnhem (Paesi Bassi) e Praga (Repubblica Ceca)

## Azionariato
Azionisti della società sono diverse aziende operanti nel settore della produzione e distribuzione di energia, in quello della produzione di materiali e attrezzature in campo elettrotecnico. Al 23 febbraio 2022, gli azionisti risultavano:
- Terna - 42,698%
- Enel - 42,698%
- Prysmian Cavi e Sistemi Energia - 6,479%
- ABB - 5,675%
- CESI (azioni proprie) - 2,000%
- Balcke Dürr Energy Solutions - 0,357%
- Sediver SpA - 0,094%